# Ulakanthura crassicornis
Ulakanthura crassicornis är en kräftdjursart som först beskrevs av William Aitcheson Haswell 1881.  Ulakanthura crassicornis ingår i släktet Ulakanthura och familjen Leptanthuridae. Inga underarter finns listade i Catalogue of Life.